# Кишкино (Павловский район)
Кишкино — деревня в Павловском районе Нижегородской области. Входит в состав Грудцинского сельсовета.

## География
Деревня расположена в лесной местности (лес Толстик) на северо-востоке Мещёрской низменности на реке Кишма, при автодороге 22Н-3124.

## Население
| 2002 | 2010 |
| ---- | ---- |
| 128  | ↘91  |

## Инфраструктура
Личное подсобное хозяйство с зоной сельскохозяйственного использования, индивидуальная застройка усадебного типа.
Основа экономики — сельское хозяйство.

## Транспорт
Деревня доступна автотранспортом.  